# Sherlock Holmes: L'Arracada d'Argent
Sherlock Holmes: l'Arracada d'Argent (conegut a l'Amèrica del Nord com Sherlock Holmes: El Secret de l'Arracada d'Argent) és un joc d'ordinador desenvolupat per Frogwares i publicat el 2004 en dos CD-ROMs per a Microsoft Windows per Digital Jesters a Europa i Ubisoft a l'Amèrica del Nord. Mentre el joc està "inspirat en Les aventures de Sherlock Holmes," utilitza una trama original - ambientat al Londres del 1897 — i permet al jugador investigar un assassinat controlant a Sherlock Holmes i el Dr. John H. Watson. Una versió del joc ha estat desenvolupada també per a telèfons mòbils per Xendex, i llançada l'any 2006.
El segon joc de la sèrie Aventures de Sherlock Holmes de jocs d'aventura desenvolupats per Frogwares, va ser precedit pel joc de 2002 Sherlock Holmes: El Misteri de la Mòmia, i va ser seguit per Sherlock Holmes: L'Aventura el 2006. El joc actua com una preqüela del Misteri de la Mòmia - malgrat ser llançat dos anys després del joc anterior, en realitat està establert dos anys abans (el 1897 enlloc del 1899).

## Trama
Holmes i Watson han d'investigar l'assassinat de Sir Melvyn Bromsby al Sherringford Hall. La filla de Bromsby, Lavinia, es troba entre els sospitosos.

## Crèdits
La història i el disseny del joc s'atribueix a Jalil Amr, basat en una novel·la inèdita pastitx d'Amr. Tan el so com el doblatge de la versió en anglès s'acrediten a Pteroduction Sound, Alexander Dudko, i Sergey Geraschenko. A diferència de la versió en anglès, el repartiment de veus en alemany figura a Internet Movie Database. La música del joc consta de composicions d'Antonín Dvořák, Edvard Grieg, Robert Schumann, i Pyotr Tchaikovsky.

## Jugabilitat
L'Arracada d'Argent és una aventura en tercera persona d'apuntar i clicar (controlat pel ratolí) on jugues en el paper de Holmes i Watson. Fer clic allà on vols anar farà que el teu personatge es mogui cap aquest lloc. Fer clic sobre la icona de passos mourà el personatge al següent punt. Fer doble clic fa que Holmes o Watson corrin.
Fer clic dret obre la barra d'inventari. Durant tot el joc, les eines de treball d'en Holmes (una lupa, la cinta mètrica i un tub d'assaig) són a l'inventari. Són utilitzades amb freqüència. L'inventari també inclou un quadern, que és essencial per entendre el joc. El quadern té les transcripcions de les converses dels testimonis (per sort, només les parts importants). A més, el quadern conté documents i una anàlisi de l'evidència física.
Des del punt de vista d'en Holmes, passes el temps buscant pistes importants, la majoria d'elles obviades per la policia. Els objectes són parcialment visibles, encara que alguns no arriben a ser vistos fins que una acció al joc els ressalta. També analitzes diverses pistes utilitzant el laboratori de l'escriptori d'en Holmes.

## Acceptació
GameSpot va donar al joc 7.3/10. El seu resum va citar "personatges interessants, un argument atractiu i gràfics bonics", tot i que van citar la falta de trencaclosques i un "misteri, on en realitat no resols cap misteri." Altres opinions van ser publicades per IGN, 8.3/10, GameSpy 3.5/5, mentre les crítiques recollides poden trobar-se a Game Rànquings.